# Jacques-Jean-Louis Lhéritier
Jacques-Jean-Louis Lhéritier, francoski general, * 26. december 1878, † 2. julij 1942.